# Правительство Мишеля (I)
Правительство Мишеля (фр. Gouvernement Michel) — кабинет министров премьер-министра Бельгии Шарля Мишеля, действовавший с 11 октября 2014 по 9 декабря 2018 года. Правительство было утверждено королём Бельгии Филиппом 11 октября 2014 года и представляло собой правоцентристскую коалицию четырёх партий: «Новый фламандский альянс», «Христианские демократы и фламандцы», «Открытые фламандские либералы и демократы» и «Реформаторское движение». В связи с тем, что в символике эти партий присутствуют жёлтые и синие цвета, правительство называлось «шведской коалицией».

## История
После парламентских выборов 2014 года и невозможности Бартом Де Вевером со своей партией «Новый фламандский альянс» в одиночку сформировать новое правительство, 27 июня король Бельгии Филипп поручил эту задачу Мишелю и лидеру партии «Христианские демократы и фламандцы» Крису Питерсу. 7 октября между партиями «Новый фламандский альянс», «Христианские демократы и фламандцы», «Открытые фламандские либералы и демократы» и «Реформаторское движение» было подписано соглашение о создании правоцентристского коалиционного правительства во главе с Мишелем. 11 октября король Филипп официально привёл Шарля Мишеля к присяге на пост премьер-министра Бельгии вместе с четырнадцатью министрами и четырьмя государственными секретарями нового правительства. Предыдущий премьер от Социалистической партии Элио ди Рупо передал ключи от резиденции на Рю де ла Луа, 16 и пожелал Мишелю удачи, но отметил, что «это правительство будет просить работников работать больше, чтобы заработать на них и принесёт большую боль гражданам, будучи экономически неэффективным», а «Реформаторское движение обмануло франкоязычных избирателей».
7 ноября в центре Брюсселя прошла мирная демонстрация, собравшая около 100 тысяч человек, включая металлургов, портовых грузчиков и преподавателей, вследствие чего ставшая одной из самых многочисленных в Бельгии после Второй мировой войны. Протестующие выступали против режима жёсткой экономии и намерений правительства поднять пенсионный возраст, заморозить зарплаты, сократить финансирование государственных учреждений, программ здравоохранения и социального обеспечения, однако вскоре демонстрация вылилась в столкновения с полицией и беспорядки. Протестующие подожгли несколько машин, переворачивали автомобили, бросали камни и файеры в полицейских, в результате чего пострадали 14 человек. 22 декабря, во время выступления Шарля Мишеля перед предпринимателями в городе Намюр, четыре женщины, одетые в чёрные майки и с частично закрытыми лицами, с криками «Долой жесткую экономию!», «Мишель, убирайся!», бросили в него национальное блюдо — картошку фри с майонезом. Несмотря на это, Мишель воспринял происшедшее с улыбкой, сменил рубашку и галстук и продолжил выступление, а его представитель сказал, что не будет выдвигать против протестующих никаких обвинений, но всё же они были задержаны полицией. В то же время, Мишель и члены его семьи в течение нескольких дней получали анонимные письма с пулями и смертельными угрозами, в связи с чем, были предприняты усиленные меры по охране премьер-министра и его окружения.
18 июня, отвечая на вопрос депутата от партии «Новый фламандский альянс» Петера де Ровера, на заседании Палаты представителей, Мишель от имени правительства Бельгии сказал, что события 1915 года «должны рассматриваться как геноцид», совершённый по отношению к армянам. Ранее, 21 мая в интервью «RTBF» Мишель уже признал геноцид армян. После этого, де Робер, ранее подготовивший проект резолюции по случаю годовщины геноцида, отметил, что в лице Мишеля получил большую поддержку своей инициативы, а лидер партии «Гуманистический демократический центр» Бенуа Лютген сказал, что «это признание бельгийского правительства является шагом, который должен привести к тому, что вся Бельгия однозначно признает этот геноцид».

## Должности
| Пост | Имя                          | Партия | Партия |
| --- | ---------------------------- | ------ | ------ |
| Премьер-министр | Шарль Мишель                 |        | РД     |
| Заместитель премьер-министра — Министр внутренних дел                                                                     | Жан Жамбон                   |        | НФА    |
| Заместитель премьер-министра — Министр иностранных дел                                                                    | Дидье Рейндерс               |        | РД     |
| Заместитель премьер-министра — Министр занятости, экономики, по делам потребителей                                        | Крис Питерс                  |        | ХДиФ   |
| Заместитель премьер-министра — Министр сотрудничества в области развития, цифровых, телекоммуникационных и почтовых услуг | Александр Де Кро             |        | ОФЛиД  |
| Министр среднего класса, малого и среднего бизнеса, самозанятости и сельского хозяйства                                   | Денис Дюкарм (с 28.07.2017)  |        | РД     |
| Министр среднего класса, малого и среднего бизнеса, самозанятости и сельского хозяйства                                   | Вилли Борсус                 |        | РД     |
| Министр бюджета | Софи Вильмес (с 22.09.2015)  |        | РД     |
| Министр бюджета | Эрве Жамар                   |        | РД     |
| Министр энергетики | Мари-Кристин Маргем          |        | РД     |
| Министр мобильности | Жаклин Галант                |        | РД     |
| Министр пенсий | Даниэль Бакюлайн             |        | РД     |
| Министр обороны | Зандер Лоонес (с 12.11.2018) |        | НФА    |
| Министр обороны | Стивен Вандерпут             |        | НФА    |
| Министр финансов | Йохан ван Овертвельдт        |        | НФА    |
| Министр юстиции | Коэн Гинс                    |        | ХДиФ   |
| Министр социальной защиты и здоровья                                                                                      | Мэгги де Блок                |        | ОФЛиД  |
| Государственные секретари                                                                                                 | Имя                          | Партия | Партия |
| Государственный секретарь по вопросам убежища, миграции и упрощения административных процедур                             | Тео Франкен                  |        | НФА    |
| Государственный секретарь по борьбе с бедностью, мошенничеством и научной политики                                        | Эльке Слеурс                 |        | НФА    |
| Государственный секретарь по вопросам внешней торговли                                                                    | Питер де Крем                |        | ХДиФ   |
| Государственный секретарь по вопросам социального мошенничества, конфиденциальности и Северного моря                      | Барт Томмелейн               |        | ОФЛиД  |